# André Bourbeau
Pour les articles homonymes, voir Bourbeau.
André Bourbeau, né le 1er juin 1936 à Verdun et mort le 25 mars 2018, est un notaire et un homme politique québécois. Député de la circonscription de Laporte à l'Assemblée nationale du Québec de 1981 à 2003 sous la bannière du Parti libéral du Québec, il occupe plusieurs postes ministériels dans les gouvernements de Robert Bourassa et Daniel Johnson (fils). 

## Biographie
André Bourbeau devient notaire, fonction qu'il assume de 1960 à 1981. Après avoir agi comme conseiller municipal de 1970 à 1978, puis comme maire de 1978 à 1981 à Saint-Lambert, il est élu député de la circonscription de Laporte. Il occupe plusieurs fonctions ministérielles dans les gouvernements de Robert Bourassa et Daniel Johnson entre 1985 et 1994. Il a notamment été responsable du dossier des affaires municipales (1985-1988), de la main d'œuvre et de la sécurité du revenu (1988-1994). Il a été le ministre des Finances dans le gouvernement de Daniel Johnson (fils) en 1994. 
Dans son rôle de ministre des Affaires municipales, il a notamment conservé l'application du moratoire sur toute extension du réseau de transport en commun dans la région de Montréal, dont il doutait de l'utilité.  Ainsi, il a déjà qualifié de « tragique sur le plan de la gestion des fonds publics » le fait que l'achalandage n'ait pas augmenté depuis 1950 à la CTCUM, malgré l'augmentation du nombre d'autobus et la mise en service de 750 wagons de métro.
Il estimait que le gouvernement ne devait pas imposer à la population son choix de société en se faisant l'apôtre du transport par des véhicules publics. Selon lui, le transport en commun pourrait aussi se faire par automobile privée (co-voiturage, taxi collectif, voies réservées, etc.). « On est d'accord pour maintenir le transport collectif, mais les usagers devraient pouvoir choisir d'autres formes de transport ».  
En juin 2009, il est reçu Chevalier de l'Ordre national du Québec. En 2015, le Conseil des arts de Montréal lui décerne le Prix Personnalité Arts-Affaire. En novembre 2016, il est nommé Membre de l'Ordre du Canada.
À partir de 2003, André Bourbeau occupe plusieurs postes au sein d'organismes, comme Hydro-Québec, la Fondation Wilfrid-Pelletier et la Fondation des Jeunesses musicales du Canada. À ce titre, on lui doit l'implication dans plusieurs projets culturels importants, comme le Fonds d'Art vocal, la rénovation de la Maison des Jeunesses musicales du Canada et la création avec Joseph Rouleau du Concours musical international de Montréal (CMIM).

### Famille
André Bourbeau est le neveu de l'ancien ministre unioniste Jacques Miquelon et frère de Monique B. Landry, ministre dans les gouvernements de Brian Mulroney et de Kim Campbell au niveau fédéral.

## Distinctions
- 2009 -  Chevalier de l'Ordre national du Québec[4]
- 2016 -  Membre de l'Ordre du Canada[5]